# Rozhlas a televízia Slovenska
A Rozhlas a televízia Slovensk (rtvs) antiga Slovenská televízia (STV) foi uma televisão pública da Eslováquia. O canal era membro activo da União Europeia de Rádiodifusão (EBU), tendo sido responsável pela presença do seu país na Eurovisão.
Foi extinta em 1 de Janeiro de 2011.